# ジャン・イヴ・ダニエル＝ルシュール
ジャン・イヴ・ダニエル＝ルシュール（Jean-Yves Daniel-Lesur、1908年11月19日 - 2002年7月2日）はフランスの作曲家、オルガニスト。
パリ出身。母親のアリス・ルシュールも作曲家だった。パリ国立高等音楽・舞踊学校でジャン・ギャロンに和声学を、ジョルジュ･コサードに対位法を学んだ。その他にシャルル・トゥルヌミールに作曲とオルガンを師事し、1935年にスコラ・カントルムの対位法の教授となった。その翌年、オリヴィエ・メシアン、アンドレ・ジョリヴェらとともに、人間的で非抽象的な音楽を復活させるために「若きフランス」を結成した。同年にジャン・ラングレー、ジャン・ジャック・グリュネンワルドとともにメシアンのオルガン曲『主の降誕』の初演を行った。1971年から1973年までパリ国立オペラの音楽監督を務めた。代表作に合唱曲『雅歌』がある。

## 文献
- Bernard Gavoty et Daniel-Lesur  Pour ou contre la musique moderne ?, Paris, Flammarion, 1957.
- Christian Tournel, Daniel-Lesur ou l'Itinéraire d'un musicien du XX siècle (1908-2002), L'Harmattan, 2009.
- Cécile Auzolle (dir.), Regards sur Daniel-Lesur : Compositeur et Humaniste (1908-2002), avant-propos de Jean Roy, Paris, Presses de l'Université Paris-Sorbonne, 2009, 412 p.
- Cécile Auzolle, L'Œuvre de Daniel-Lesur, catalogue raisonné, Paris, Éditions de la Bibliothèque nationale de France, 2009, 151 p.
- Cécile Auzolle, « Daniel-Lesur et Charles Tournemire : Une filiation » in Sylvain Caron et Michel Duchesneau (dir.),Musique, art et religion dans l'entre-deux guerres, Lyon, Symétrie, 2009, p. 155-179.